# Matteo Carrara

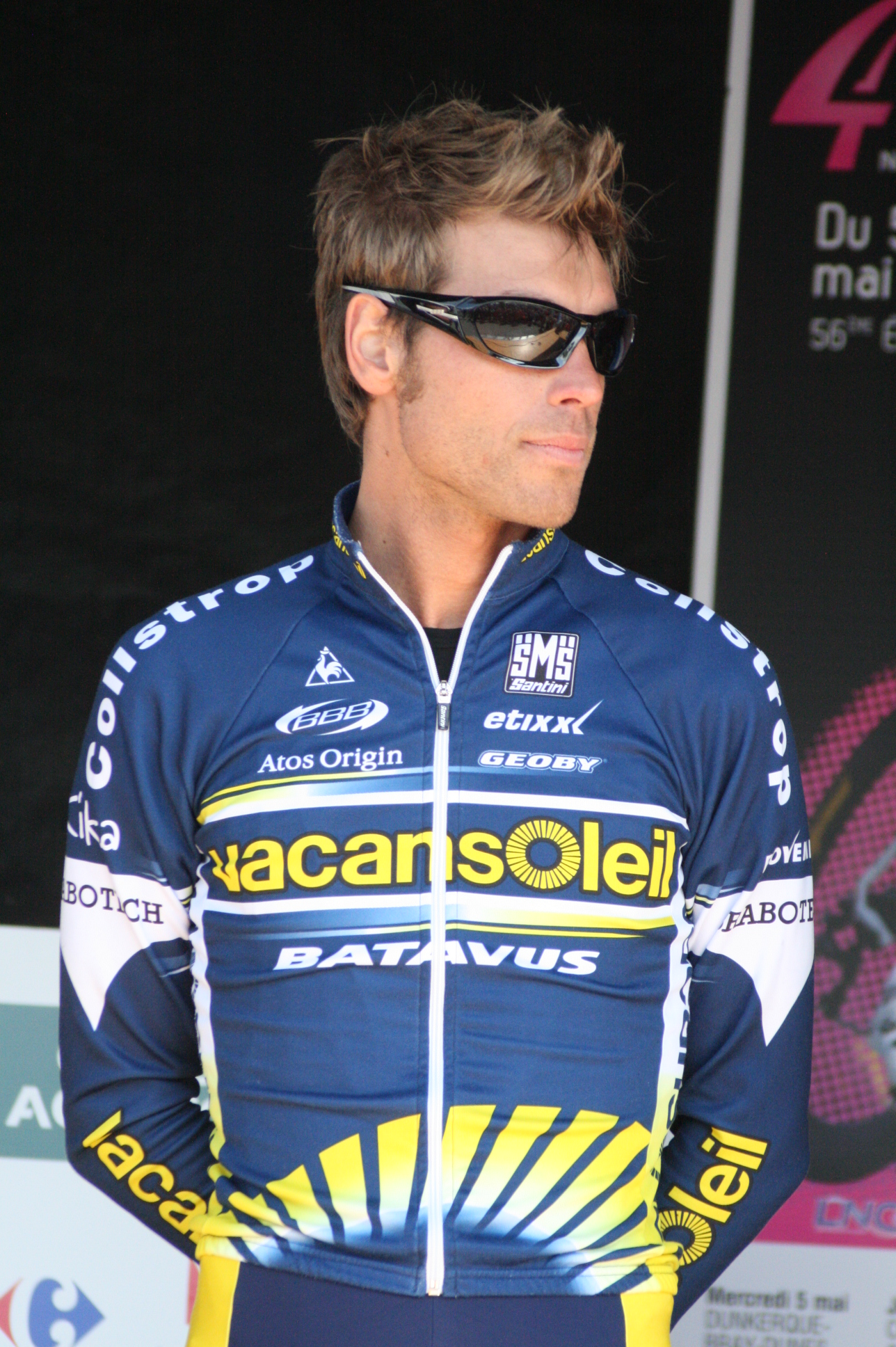
Matteo Carrara bei den Vier Tagen von Dünkirchen 2010

Matteo Carrara (* 25. März 1979 in Alzano Lombardo) ist ein ehemaliger italienischer Radrennfahrer.

## Biografie
Carrara begann seine internationale Karriere im Jahr 2000 bei Colpack Astro, nachdem er 1999 bereits als Stagiaire für das Team Polti fuhr. Für diese Mannschaft beendete er mit dem Giro d’Italia 2001 als 111. seine erste Grand Tour.
Im Jahr 2003 gewann Carrara für De Nardi-Colpack eine Etappe der Österreich-Rundfahrt, zwei Etappen der Tour of Qinghai Lake und das Criterium d’Abruzzo.
Nach Engagements für verschiedene andere Teams wechselte Carrara 2009 zu Vacansoleil und konnte mit den Gesamtwertungen des Circuit de Lorraine 2009 und der Luxemburg-Rundfahrt 2010 seine größten Karriereerfolge. Nach der Saison 2012 beendete er seine Laufbahn als Radsportler.

## Erfolge
2000
- Giro del Medio Brenta
- Gesamtwertung Mainfranken-Tour
- eine Etappe Grand Prix Tell

2003
- eine Etappe Österreich-Rundfahrt
- zwei Etappen Tour of Qinghai Lake
- Criterium d’Abruzzo

2004
- Mannschaftszeitfahren Tour de Langkawi

2009
- Gesamtwertung Circuit de Lorraine

2010
- Gesamtwertung Luxemburg-Rundfahrt

## Grand-Tour-Platzierungen
| Grand Tour            | 2001 | 2002 | 2003 | 2004 | 2005 | 2006 | 2007 | 2008 | 2009 | 2010 | 2011 | 2012 |
| --------------------- | ---- | ---- | ---- | ---- | ---- | ---- | ---- | ---- | ---- | ---- | ---- | ---- |
| Giro d’ItaliaGiro     | 111  | 81   | DNF  | –    | –    | –    | –    | –    | –    | –    | 17   | 72   |
| Tour de FranceTour    | –    | –    | –    | –    | –    | –    | –    | 36   | –    | –    | –    | –    |
| Vuelta a EspañaVuelta | –    | –    | –    | –    | –    | DNF  | –    | –    | 37   | –    | 146  | –    |

## Teams
- 2000 Team Polti (Stagiaire)
- 2001–2002 Colpack-Astro
- 2003 De Nardi-Colpack
- 2004 Lampre
- 2005 Barloworld
- 2006 Lampre-Fondital
- 2007 Unibet.com
- 2008 Quick Step
- 2009–2012 Vacansoleil